# Platybelodon
Genre
Espèces de rang inférieur
- † P. danovi Borissiak, 1928 (espèce type)
- autres : voir paragraphe #Espèces

Platybelodon est un genre fossile de mammifères herbivores apparentés aux éléphants (ordre des proboscidiens) qui vivaient durant le Miocène en Eurasie, en Afrique et en Amérique du Nord.

## Classification
Le genre Platybelodon est décrit en 1928 par le paléontologue Alexey Borissiak .

## Description
Platybelodon possédait un nez en forme de botte qui ressemblait déjà plus à une trompe. Il mesurait quatre mètres de long, 2,2 mètres au garrot et pesait environ deux tonnes. Il possédait deux défenses aplaties situés à l'extrémité de sa mâchoire inférieure, probablement pour sortir des plantes enfouies dans la vase. Il avait également deux autres défenses pointues sur sa mâchoire supérieure.

## Espèces
Selon Paleobiology Database en 2024, le nombre d'espèces fossiles référencées est de cinq :
- † Platybelodon barnumbrowni Barbour, 1931
- † Platybelodon dangheesis Wang et Qiu, 2002
- † Platybelodon danovi Borissiak, 1928 (espèce type)
- † Platybelodon grangeri Osborn, 1929
- † Platybelodon loomisi Barbour, 1929[1]

- † P. tongxinensis Chen, 1978
- † P. tetralophus Wang and Li, 2022

## Galerie photographique

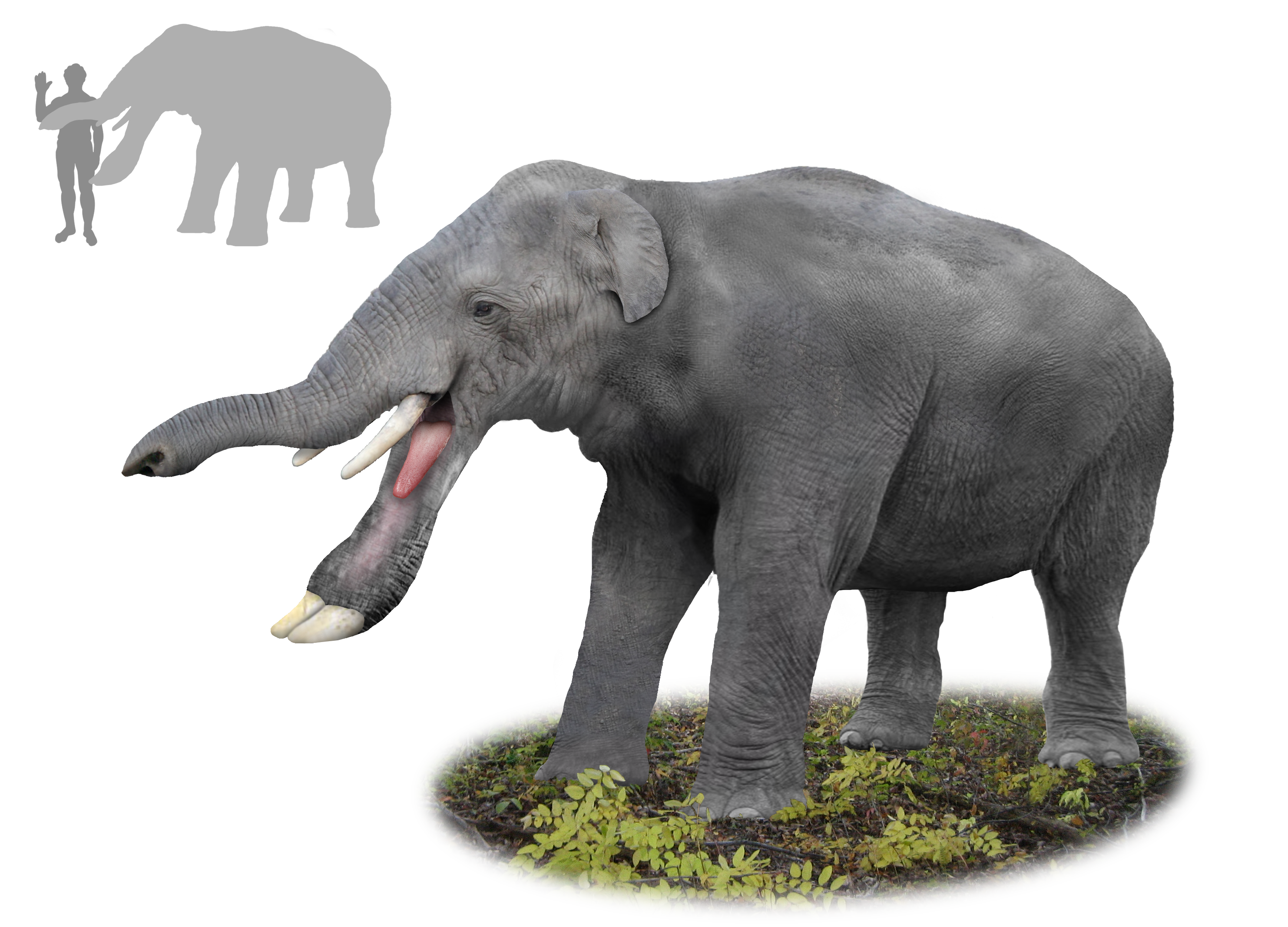
Vue d'artiste de Platybelodon grangeri avec comparaison de taille.
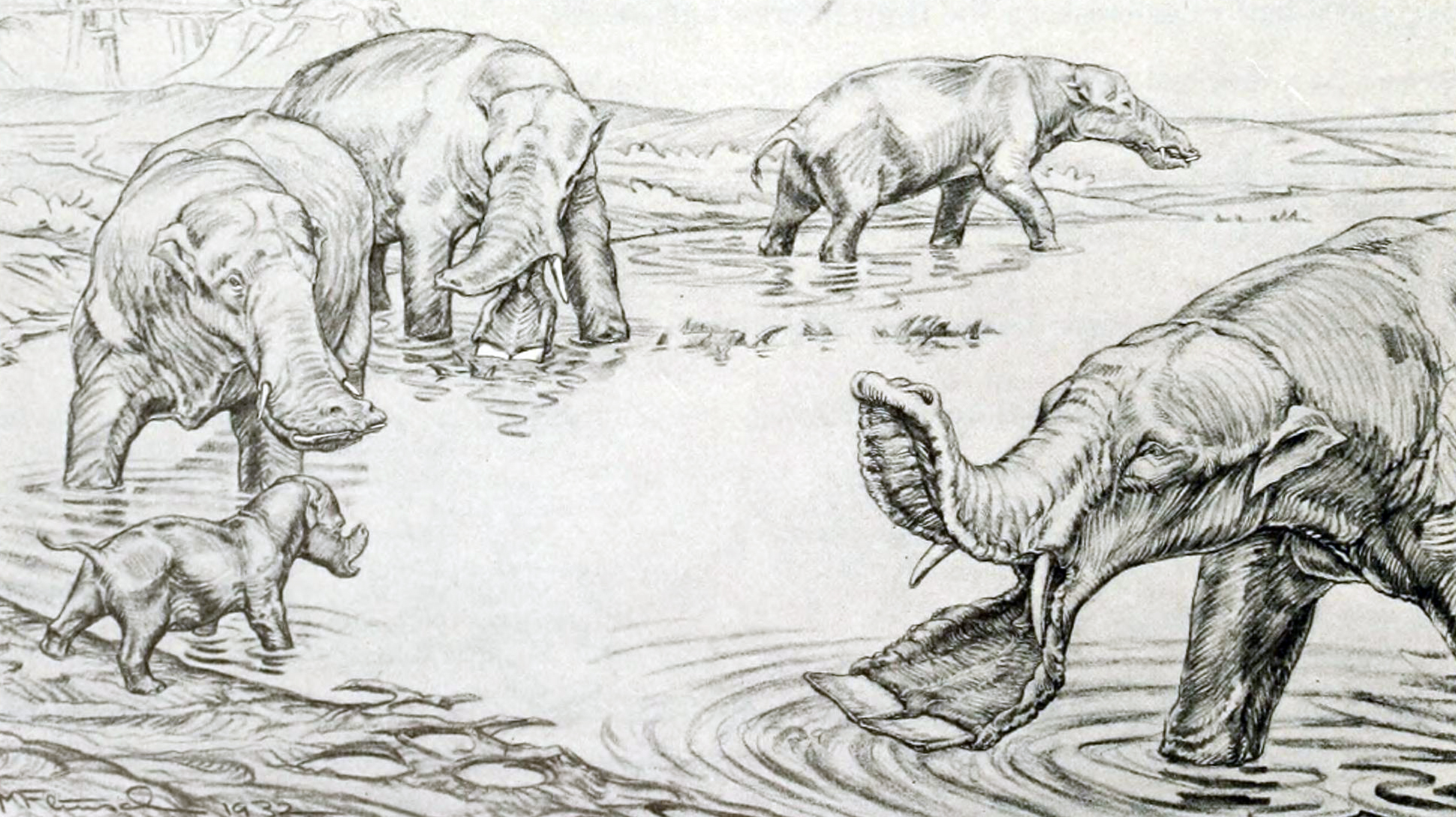
Reconstitution de Platybelodon
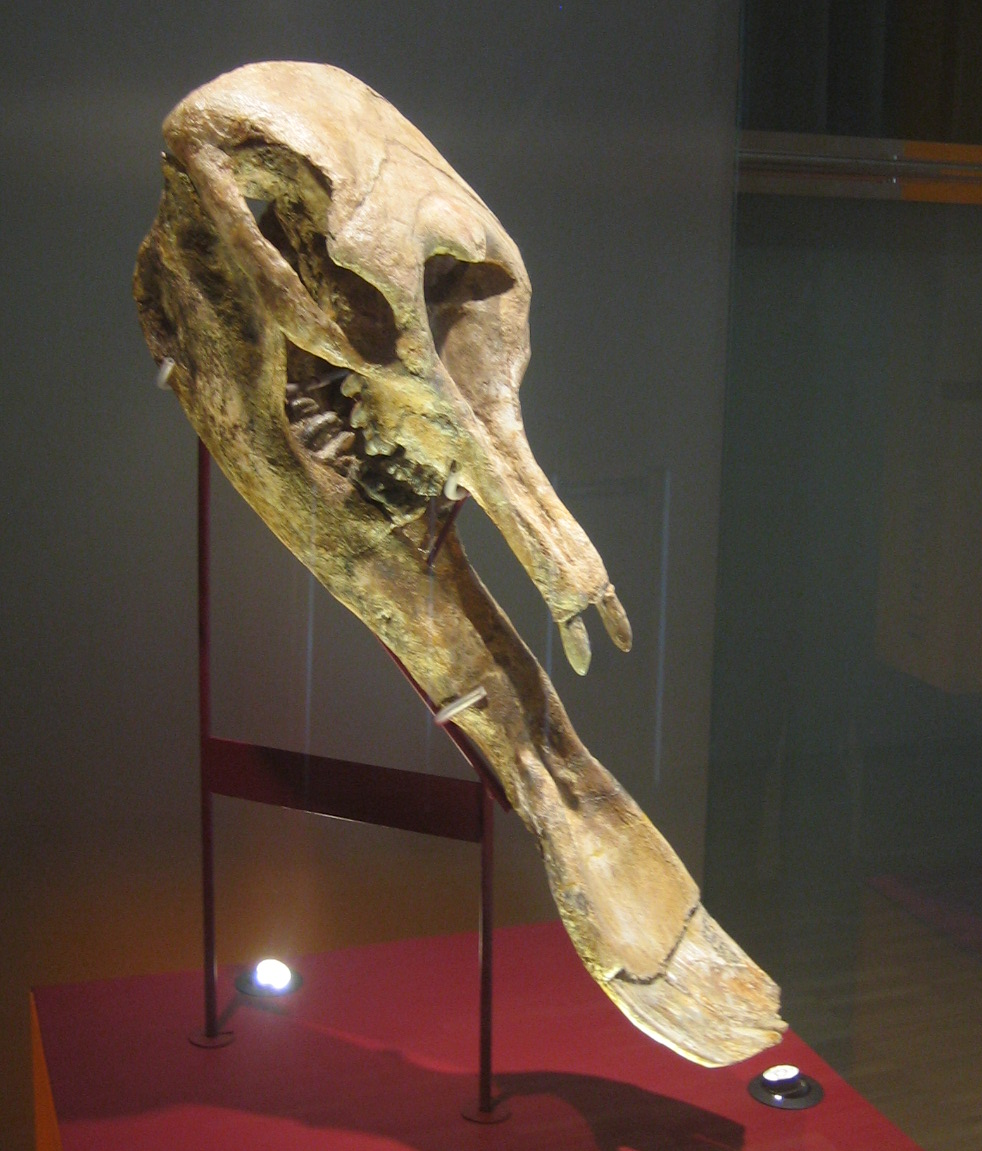
Le crâne de Platybelodon